# Stigmatisierung psychisch Kranker
Das Wort Stigma kommt ursprünglich aus dem Griechischen und bedeutet wörtlich übersetzt Wundmal. Mitunter fallen psychisch kranke Menschen durch ein krankheitsbedingt verändertes Verhalten und Erleben auf und weichen somit von allgemeingültigen gesellschaftlichen sozialen Normen ab. Diese Normabweichungen können einen Prozess der Stigmatisierung in Gang setzen.
Spezifische Stereotype und Vorurteile sind wesentliche Bestandteile einer Stigmatisierung psychisch Kranker und können zu einer diskriminierenden Behandlung dieser Personen führen. Wenn beispielsweise eine Person mit Schizophrenie als inkompetent eingestuft wird, zweifeln die Arbeitgeber ihre Fähigkeit an, Arbeitsleistungen erbringen zu können (Vorurteil) und vermeiden es, diese Menschen einzustellen (Diskriminierung). Das Stereotyp der Inkompetenz kann auch zu aufgezwungenem Verhalten führen, wie z. B. Zwangsaufenthalt in Krankenhäusern, Vormundschaft oder Einschränkung unabhängiger Lebensoptionen.
Neben unterstellter Inkompetenz gehören Gefährlichkeit und Selbstverantwortlichkeit zu den häufigsten Vorurteilen über Menschen mit psychischen Erkrankungen. Medienberichte, die den Zusammenhang zwischen psychischen Störungen und Gewalt übertreiben, festigen das Stereotyp der Gefährlichkeit und führen zu einer öffentlichen Angst vor psychisch Kranken. Diese Befürchtungen führen zu Verhaltensweisen wie der Absonderung in armen Wohngegenden, Vermeidung oder Rückzug. Mit dem Stereotyp der Selbstverantwortlichkeit werden Menschen mit psychischen Erkrankungen für ihre Krankheit selbst verantwortlich gemacht. Demnach ist die Öffentlichkeit der Ansicht, dass betroffene Personen schlechte Entscheidungen getroffen haben, die zu ihrer Erkrankung führten, oder nicht genügend Anstrengungen zu ihrer Genesung unternommen haben.
Dabei kann die Stigmatisierung verschiedene Formen annehmen und in öffentlicher Stigmatisierung, Selbststigmatisierung oder struktureller Diskriminierung bestehen.

## Arten der Stigmatisierung

### Öffentliche Stigmatisierung
Eine öffentliche Stigmatisierung kann im Bereich der interpersonellen Interaktion am Arbeitsplatz oder bei der Wohnungssuche erfolgen. Die individuelle Stigmatisierung äußert sich dergestalt, dass im direkten Kontakt mit anderen Menschen eine soziale Distanz ihnen gegenüber aufrechterhalten wird. Mobbing, Ausgrenzung, persönliche Angriffe und Entmündigung sind aufgrund des Stigmas in vielen Ländern keine Seltenheit. Dies bestätigt auch eine große Kohortenstudie, laut der psychisch Kranke häufiger Opfer von Gewalttaten sind als psychisch Gesunde. So konnte in einer schwedischen Studie festgestellt werden, dass 22 % aller Opfer von Tötungsdelikten vorher aufgrund psychischer Störungen ambulant oder stationär behandelt worden waren. Benachteiligung bis hin zum vollständigen Ausschluss bei der Arbeitsplatz- und Wohnungssuche können bei einem Bekanntwerden erschwerend hinzukommen. Der Ausschluss vom gesellschaftlichen Leben muss nicht durch eigenes Fehlverhalten oder Verschulden verursacht sein, sondern kann auch allein aufgrund von gesellschaftlichen Vorurteilen und Vorstellungen gegenüber psychisch Kranken geschehen.

### Selbststigmatisierung
Die Diskriminierung aufgrund von Selbststigmatisierung geht von den psychisch Kranken selbst aus. Sie machen sich Stereotype, die in der Gesellschaft über psychisch Kranke vorherrschen, zu eigen. Dies ist in der Regel bei dauerhaft auf psychiatrische oder psychotherapeutische Hilfe angewiesenen Betroffenen zu beobachten, die aus Resignation, Existenzängsten oder Verunsicherung zu dieser Selbststigmatisierung greifen.

### Strukturelle Diskriminierung
Mit struktureller Diskriminierung wird die praktische Handhabung der öffentlichen und privaten Einrichtungen im Zusammenhang mit psychisch kranken Menschen bezeichnet (z. B. Ungleichstellung mit somatisch Erkrankten, Ungleichverteilung der Ressourcen der Krankenkassen).
Die strukturelle Stigmatisierung äußert sich in Deutschland vor allem durch Sondergesetze gegenüber psychisch kranken Menschen, den so genannten Psychisch-Kranken-Gesetzen (PsychKGs), die je nach Bundesland unterschiedliche Fassungen haben. Auch die längere oder dauerhafte Speicherung psychiatrischer Diagnosen von Seiten der Krankenkassen wird von Betroffenenverbänden als Stigmatisierung aufgefasst. Zwangsmaßnahmen (z. B. Zwangsbehandlung in der Psychiatrie), gerichtliche Entmündigung und Sterilisation (Unfruchtbarmachung) der Betroffenen sind heute noch in vielen Ländern der Erde Praxis.